# Quando canterai la tua canzone
Quando canterai la tua canzone è un brano musicale scritto ed interpretato da Luciano Ligabue, estratto come secondo singolo dal suo nono album di inediti Arrivederci, mostro!, pubblicato l'11 maggio 2010.
La canzone, che apre l'album, è stata pubblicata per le radio il 29 giugno 2010: è un invito a scegliere della propria vita con convinzione, senza indugiare, senza fare in modo che gli altri ci condizionino.
Il video è stato diretto da Marco Salom.

## Tracce
1. Quando canterai la tua canzone – 3:34

## Classifiche
| Classifica (2010) | Posizione più alta |
| ----------------- | ------------------ |
| Italia            | 46                 |